# Don Cockell
Don Cockell (ur. 22 września 1928 w Battersea, zm. 18 lipca 1983) – angielski bokser wagi ciężkiej.
Mistrz Europy zawodowców w wadze Light Heavyweight w 1951 oraz mistrz Wspólnoty Brytyjskiej (Commonwealth) w wadze ciężkiej (heavyweight) w 1953 i 1954.
16 maja 1955 stoczył walkę o mistrzostwo świata w wadze ciężkiej z Rockym Marciano. Walka zakończyła się porażką Cockella przez TKO w 54 sekundzie 9 rundy. Już w 8 rundzie dwukrotnie leżał na deskach.
Ostatnią walkę stoczył w 1956 przegrywając przez nokaut w drugiej rundzie z Kitionem Lave.
W karierze stoczył 80 walk z czego 65 wygrał (w tym 37 przed czasem), 14 przegrał i jedną zremisował. Zmarł w 1983 na raka.